# TransOeste
TransOeste é uma importante via expressa de Bus Rapid Transit da cidade do Rio de Janeiro que liga a região da Barra da Tijuca à Santa Cruz e Campo Grande, passando por Guaratiba e Recreio dos Bandeirantes.
Em 2016, o corredor passou a ligar o Terminal Alvorada a estação Jardim Oceânico da Linha 4 do Metrô do Rio.

## Histórico
O TransOeste tem 56 quilômetros de extensão e 66 estações entre a Barra da Tijuca à Santa Cruz e Campo Grande, e também ao Jardim Oceânico. O projeto previa a construção de 53 estações de BRTs ao longo de sua extensão para atender inicialmente a 220 mil passageiros/dia.
A previsão era que fosse 32 quilômetros de extensão, mas o projeto aumentou para 56 quilômetros. Uma nova licitação foi realizada para o aumento do trajeto, e com isso ampliou o custo total da obra de 692 milhões de reais para 800 milhões de reais.
A via que começaria na altura do Barra Shopping no Terminal Alvorada, porém, foi estendida até a estação Jardim Oceânico da Linha 4 do Metrô do Rio, fazendo conexão com o metrô passando pela Serra da Grota Funda (aonde encontra-se o túnel de mesmo nome, devido ao fluxo de veículos que aumenta progressivamente), e depois a avenida chega ao bairro de Guaratiba. Faz integrações com o corredor TransCarioca e TransOlímpica, estações de trens da SuperVia, linhas de ônibus convencionais, além da Linha 4 do Metrô do Rio.
Em 24 de abril de 2012, foi anunciado que o corredor TransOeste deveria começar a funcionar em junho, com 30 de suas 53 estações projetadas. Os ônibus seriam articulados, que possibilita transportar 140 passageiros de uma vez, 42 sentados.

### Início das obras

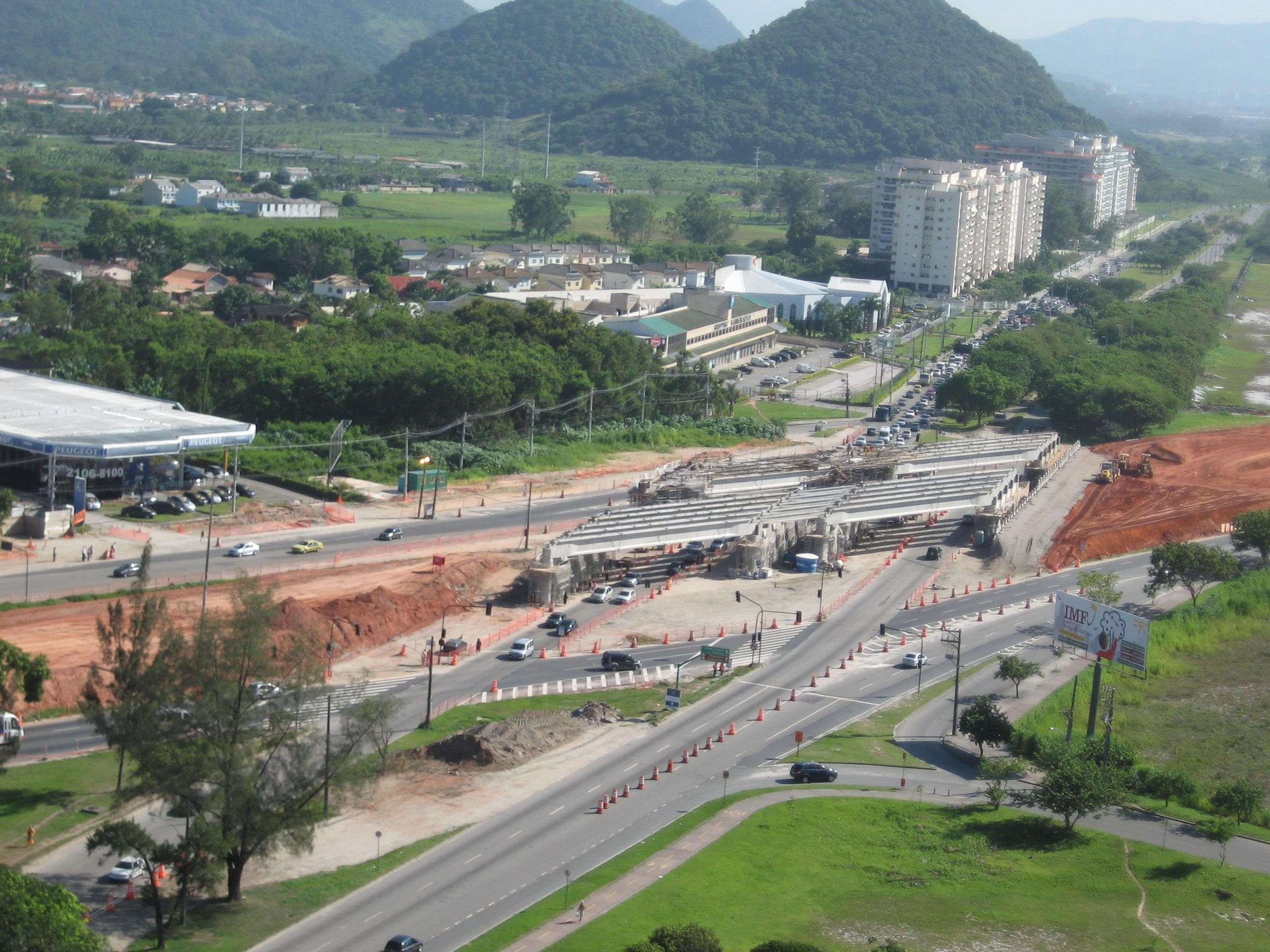
Construção do viaduto Orlando Raso no cruzamento da Avenida das Américas com a Avenida Salvador Allende, em janeiro de 2011

Em 2010 foram iniciadas as obras para o corredor de ônibus BRT com as adaptações necessárias para sua implantação, com duplicação de pistas, construção de pontes e viadutos.
Para a obra ser realizada, dezenas de construções irregulares foram demolidas. Além disso, construiu-se o viaduto Orlando Raso no cruzamento da Avenida das Américas com a Avenida Salvador Allende, sendo a primeira obra da via expressa a ser construída.

## Inauguração
O corredor TransOeste foi inaugurado em 6 de junho de 2012 com apenas nove estações e o Túnel da Grota Funda, que foi batizado de Vice-Presidente da República José Alencar.
Inicialmente, a frota de veículos começou com 40 veículos articulados, e conseguiu chegou a 110 veículos articulados.
Em 23 de junho de 2012, ocorreu o início dos serviços expresso e parador Santa Cruz-Alvorada. Também entraram em circulação as primeiras linhas alimentadoras do sistema BRT que ficaram prontas até agosto, mudando diversas linhas municipais e uma intermunicipal.
Um fato marcante foi o número de acidentes ocorridos com os ônibus do BRT, no corredor TransOeste desde o início da operação. Foram mais de 40 acidentes com um total de 22 mortes, cuja causa principal foi atropelamento por travessias irregulares fora da faixa de pedestre e de carros que invadem a pista exclusiva e acabam colidindo com os ônibus articulados.
Em 23 de agosto de 2016, foi inaugurado o "Lote Zero" que estendeu o trecho do corredor TransOeste até o Jardim Oceânico, na qual faz integração com a linha 4 do metrô.

### Estações

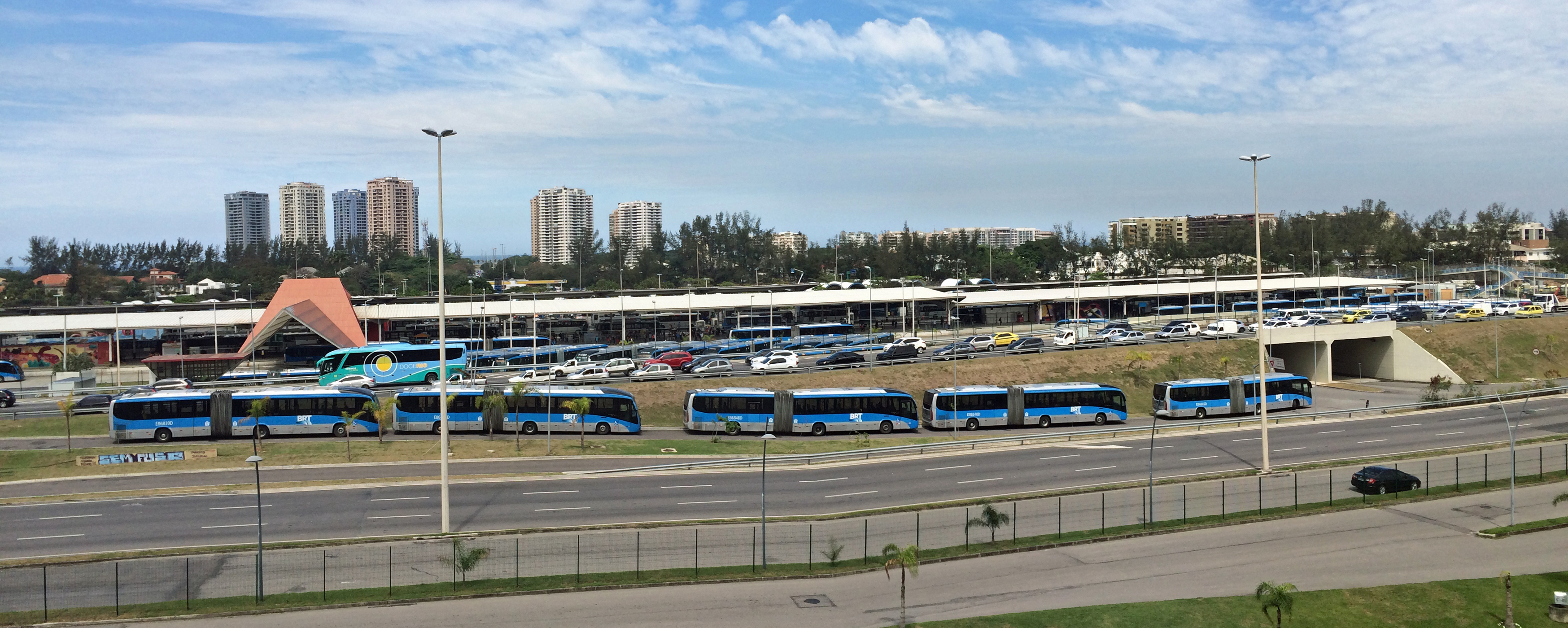
Vista panorâmica de ônibus articulados da TransOeste na Terminal Alvorada na Barra de Tijuca

Em dezembro de 2012 foram inauguradas as estações Cesarão I, Cesarão II, Cesarão III e Santa Eugênia.
Em fevereiro de 2013 foram inauguradas as estações Vila Paciência, Três Pontes, Cesarinho e 31 de Outubro (localizadas entre Cesarão III e Santa Eugênia).
Em dezembro de 2013 foram inauguradas as estações Júlia Miguel, Parque São Paulo, Cosmos, Icurana e Vilar Carioca.

Em março de 2014 foram inauguradas as estações Inhoaíba, Ana Gonzaga, São Jorge, Pina Rangel, Parque Esperança, Cândido Magalhães, Pref. Alim Pedro e Terminal Campo Grande.

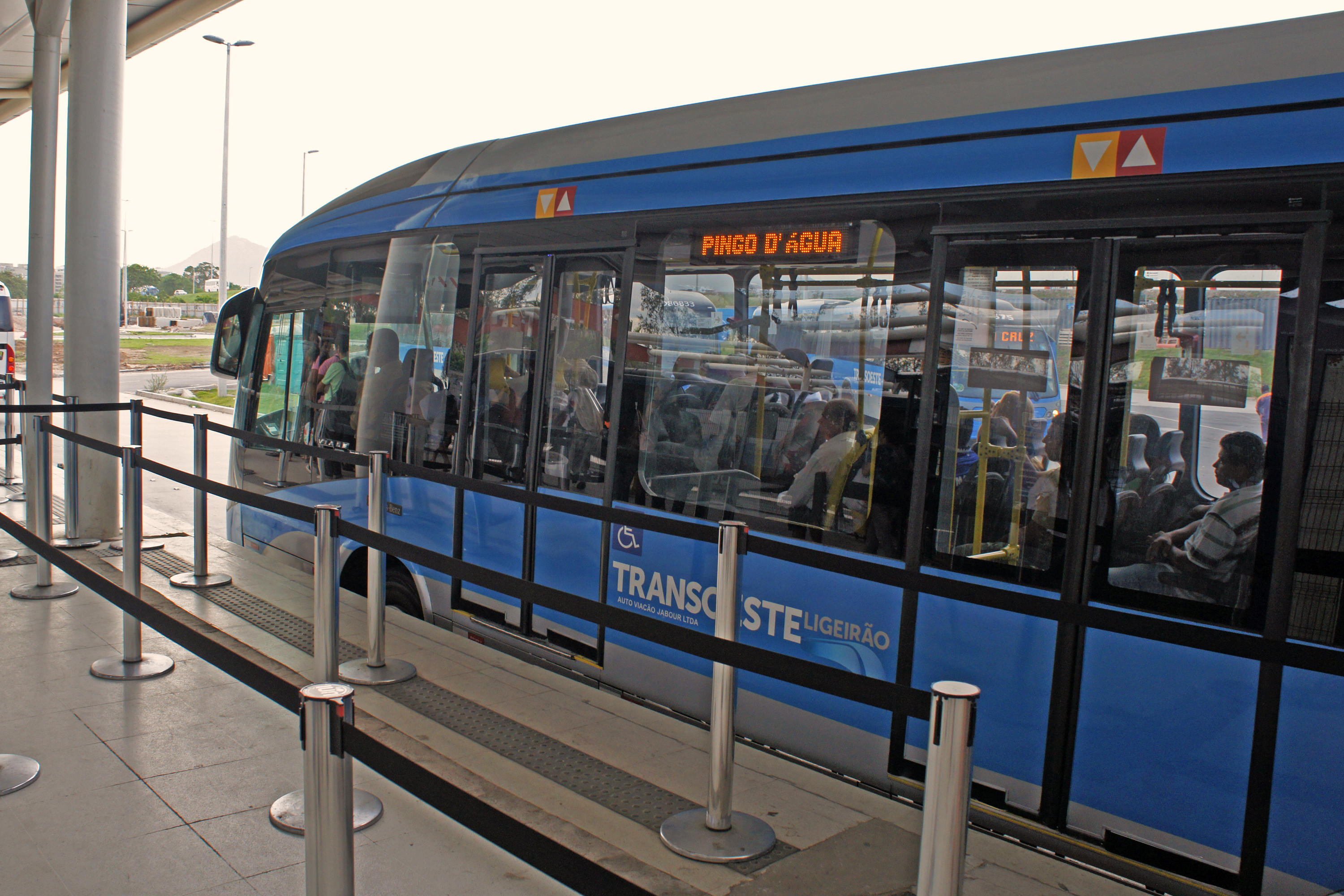
Ônibus da TransOeste na plataforma do Terminal Alvorada

## Controvérsias

### Trechos esburacados
As pistas do corredor TransOeste sofrem constantemente com problemas relacionados à falta de manutenção. Em fevereiro de 2018, uma reportagem do Bom Dia Rio mostrou buracos e bueiros abertos em uma das pistas do corredor. Devido à necessidade de diminuição da velocidade em trechos esburacados, o tempo de viagem dos ônibus aumenta consideravelmente. No mesmo dia da reportagem, um ônibus do BRT havia quebrado após passar por um buraco próximo à estação Mato Alto.
Na época, o Consórcio BRT disse o material utilizado no asfaltamento das pistas do TransOeste não era o indicado e que, para garantir a segurança dos passageiros, a orientação dada aos motoristas era diminuir a velocidade e sair do corredor exclusivo nos trechos mais críticos. Já a Secretaria Municipal de Conservação (SECONSERVA) afirmou que seria necessário 35 milhões de reais para recuperar o asfaltamento do corredor.

### Depoimento de Alexandre Pinto
Em depoimento ao juiz Marcelo Bretas realizado no dia 4 de outubro de 2018, Alexandre Pinto, ex-titular da Secretaria Municipal de Obras e Conservação do Rio de Janeiro, acusou agentes públicos de recebimento de propina relativa à obra do corredor TransOeste. Pinto fez o seguinte relato em relação às tratativas do ex-prefeito carioca Eduardo Paes com executivos da Odebrecht (atual Novonor):
| “ | Eu ouvi da boca [de Eduardo Paes], dentro do gabinete dele, numa reunião com o [Benedicto] Júnior, com o Leandro [Azevedo], onde fechou a planilha da Transoeste, onde foi acordado que a Odebrecht ia vencer a Transoeste. Ele pessoalmente. Foi fechado na sala dele, com o senhor Júnior da Odebrecht, com o senhor Leandro Azevedo. E eu presente com ele. Me dito pela Odebrecht, pelo Leandro Azevedo, que haveria um pagamento ao prefeito, 1,75% do valor do contrato, que foi acertado com o ex-prefeito Eduardo Paes. O contrato da Transoeste chegou a R$ 600 milhões. | ” |

Alexandre Pinto também afirmou que o Tribunal de Contas do Município do Rio de Janeiro (TCM-RJ) teria ficado com 1% das propinas das obras do corredor. Esta foi a primeira vez que Eduardo Paes foi citado como recebedor de propina. As delações até então tornadas públicas que envolviam Paes, de executivos da Odebrecht (atual Novonor) e do marqueteiro Renato Pereira, apenas mencionavam repasses para caixa dois de campanhas eleitorais do político.
Em nota, Eduardo Paes afirma que as acusações de Alexandre Pinto são mentirosas e contradizem depoimentos anteriores dele, onde não fazia menção do envolvimento de Paes com supostas irregularidades. Segundo Paes, além de ser suspeito o fato do depoimento de Alexandre Pinto ter sido feito a três dias do primeiro turno das eleições de 2018, ocasião em que Paes concorria ao cargo de governador do Rio de Janeiro, Pinto teria feito a declaração envolvendo Paes a fim de obter benefícios penais. Por fim, Eduardo Paes alega que tem sido atacado sistematicamente durante mais de um ano sem que surgisse nenhum indício concreto contra ele.

## Obras e reinauguração
Depois do processo de caducidade e a criação da estatal Mobi-Rio para operar o BRT, a Prefeitura, através da Secretaria Municipal de Infraestrutura, reformou e refez a pista exclusiva com duração de 1 ano e meio. A TransOeste foi entregue em 10 de dezembro de 2023 com todo o corredor sendo concretado. Além disso, novos ônibus articulados foram comprados pelo poder público.  Entretanto, um dia depois da inauguração, passageiros enfrentaram problemas para embarcar devido a longas filas e espera de mais de uma hora para se deslocarem na estação Mato Alto que está em reformas após um incêndio ter a destruído em 2022. 